# Rüstersiel (Schiff)
Die Rüstersiel ist ein Mehrzweckschiff der Bundesrepublik Deutschland.

## Geschichte
Das Schiff wurde 1988 unter der Baunummer 37142 von den Deutschen Industrie-Werken in Berlin gebaut. Die Kiellegung fand am 1. März, der Stapellauf am 15. September 1988 statt. Die Fertigstellung des Schiffes erfolgte im November des Jahres. 
Das Schiff wird vom Wasserstraßen- und Schifffahrtsamt Weser-Jade-Nordsee für die Kontrolle und Versorgung feststehender Seezeichen und Leuchttürme sowie der Insel Minsener Oog eingesetzt. Namensgeber ist der gleichnamige Wilhelmshavener Stadtteil.

## Technische Daten und Ausstattung
Das Schiff wird von zwei Achtzylinder-Viertakt-Dieselmotoren des Herstellers Motorenwerke Mannheim (Typ: TBD 234 V 8) mit einer Leistung von jeweils 261 kW angetrieben. Die Motoren wirken über Getriebe auf zwei Festpropeller. Das Schiff erreicht damit eine Geschwindigkeit von 12 kn. 
Im Bug befindet sich eine Querstrahlsteueranlage. Das Schiff verfügt über die Eisklasse E. 
Für die Stromversorgung an Bord wurden zwei Generatoren mit einer Scheinleistung von jeweils 53 kVA verbaut. Das Schiff ist mit einem Arbeitskran mit einer Hublast von 1,4 t bei 7 m Ausladung ausgerüstet.